# 関西空港駅
関西空港駅（かんさいくうこうえき）は、大阪府泉南郡田尻町泉州空港中にある、南海電気鉄道（南海）・西日本旅客鉄道（JR西日本）の駅である。駅番号は南海がNK32、JR西日本がJR-S47。
駅ホームの北半分は大阪府泉佐野市泉州空港北にもまたがっている。

## 概要
大阪の空の玄関口、関西国際空港へのアクセス駅として、鉄道ターミナル駅の機能をもっており、第1回近畿の駅百選に選定されている。当駅は空港の第1ターミナルビルに直結しており、第2ターミナルビルへは無料の連絡バスを介してのアクセスとなる。
南海の空港線とJR西日本の関西空港線が乗り入れている。両路線はりんくうタウン駅から当駅まで施設を共用しており、ともに当駅を終着駅としている。ただし、りんくうタウン駅から当駅までの区間においては、南海・JR西日本とも線路を保有しない第二種鉄道事業者となっており、線路を保有している第三種鉄道事業者は新関西国際空港である。
当駅は両社が共同管理する共同使用駅であり、駅業務は両社共同で行っている上、両社ともに駅長を置いている。相鉄・東急の新横浜駅と同様、1つの駅を2社で共同管理する数少ない事例の駅でもある。
りんくうタウン駅 - 当駅間は特定運賃が適用されており、南海・JR西日本ともに大人370円・小児180円である。両社で改札口を共用しているりんくうタウン駅とは違い、当駅の改札口は両社で別となっているが、普通乗車券ではりんくうタウン駅→当駅の利用に限りどちらの改札口でも出場できる。交通系ICカードは南海・JR西日本ともにPiTaPaとICOCAのほか、その他の交通系ICカード全国相互利用サービス対応のカードも利用できる。
南海の駅は当駅のみの単駅管理である。南海線のホームでは、発着時にブザー音が鳴るようになっている。南海では、自社株主に配布される株主優待乗車証（定期券式を含む）は当駅に限り利用できないことになっている。訪日外国人旅行者向けのイメージキャラクターラピートルジャー像が、コンコースに設置されている。
JR西日本の駅は直営駅であり、管理駅として東佐野駅・熊取駅・日根野駅・りんくうタウン駅の4駅を管轄している。JR線ホームでは、かつて京都駅でも使用されていた冒頭メロディに「はるか」発着時では接近メロディ・発車メロディが流れ、それ以外の電車の発着時はシンセサイザー音（かつて北陸本線主要駅で到着合図として使われていた）による合図が行われる。事務管コードは▲622602である。
開業当初は大晦日から元旦にかけて南海・JRとも終夜運転を行っていたが、数年で終了した。

## 歴史
- 1992年（平成4年）5月12日：建設に着手[9]。
- 1994年（平成6年）
  - 6月15日：空港関係者輸送のために、関西国際空港の開港に先立ち、南海空港線・JR関西空港線の終着駅として開業[2][3]。空港関係者以外はコンコースから出られなかった[2]。
  - 9月4日：関西国際空港が開港[2][10]。
- 1995年（平成7年）
  - 1月17日：阪神・淡路大震災が発生。駅間で電車が動けなくなるなどの被害があった。
- 1998年（平成10年）6月13日：自動改札機を設置し、供用開始[11]。
- 2003年（平成15年）11月1日：JR西日本でICカード「ICOCA」の利用が可能となる[12]。
- 2006年（平成18年）7月1日：南海でICカード「PiTaPa」の利用が可能となる。
- 2012年（平成24年）4月1日：南海で駅ナンバリングが導入される[13][14]。
- 2016年（平成28年）2月16日：駅自動放送装置を運行管理システム (JR西日本)と同じシステムのものに更新。
- 2018年（平成30年）
  - 3月17日：JR西日本で駅ナンバリングが導入される。
  - 9月4日：台風21号の強風で関西国際空港連絡橋にタンカーが漂流して衝突し[15][16]、ずれた橋桁が線路部を支障したため、JR・南海ともに2週間にわたって不通となる。また、駅周辺の線路が浸水するなどの被害が出た。なお、当駅施設およびJR線ホームに留置されていた車両（223系と225系）は被災を免れ無事だった[17]。
  - 9月18日：被災した連絡橋の線路部の復旧工事が完了、運転再開[18][19]。

## 駅構造
南海・JRともに、島式ホーム1面2線を有する地上駅で、橋上駅舎を有する。引き上げ線が2線ある。のりばの番号は両社で通しになっており、南海は1・2番のりば、JRは3・4番のりばを使用している。しかし、2階にある改札口およびコンコースは両社で完全に分けられている。駅舎は関西空港第1ターミナルビルおよびエアロプラザとペデストリアンデッキで直結している。

### のりば
| のりば     | 路線       | 行先                     | 車種                                     |
| ---------- | ---------- | ------------------------ | ---------------------------------------- |
| 南海のりば |            |                          |                                          |
| 1・2       | 空港線     | なんば方面               | 特急ラピート（主に2番線） 空港急行・普通 |
| JR線のりば |            |                          |                                          |
| 3          | 関西空港線 | 日根野・天王寺・大阪方面 | 関空快速・直通快速・シャトル             |
| 4          | 関西空港線 | 大阪・新大阪・京都方面   | 関空特急はるか・関空快速                 |

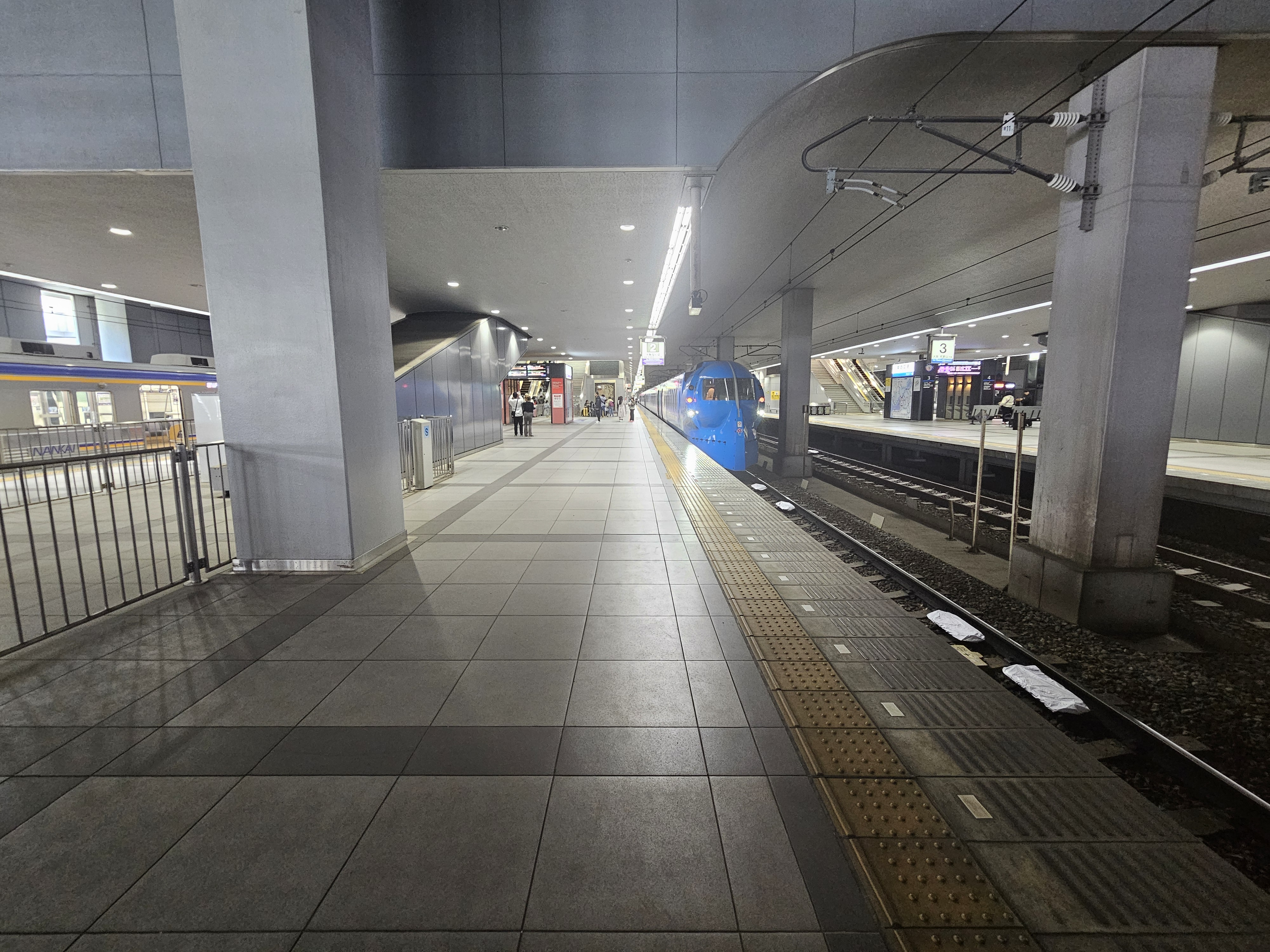
ホーム（2025年5月）
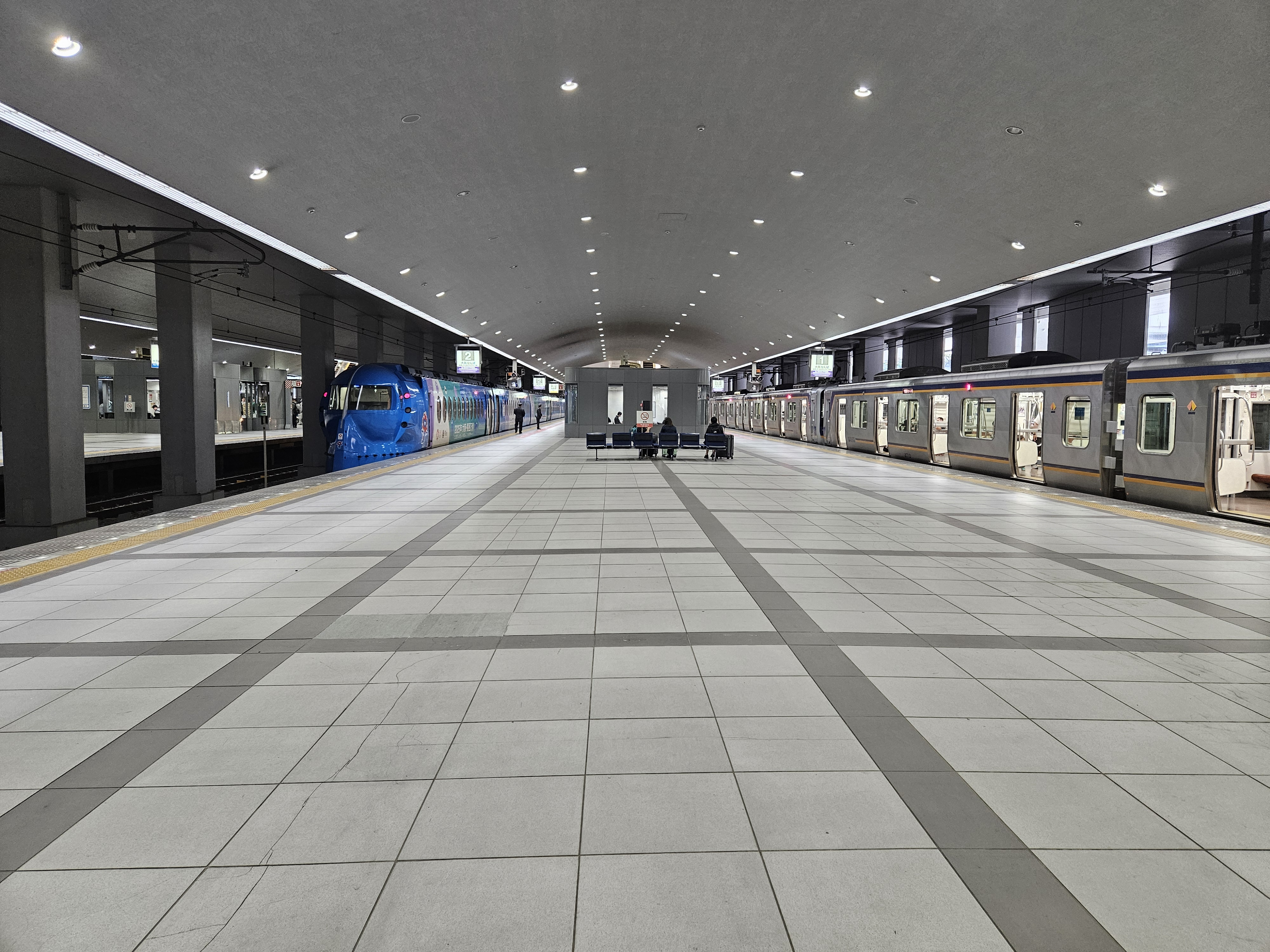
南海空港線ホーム（2025年5月）
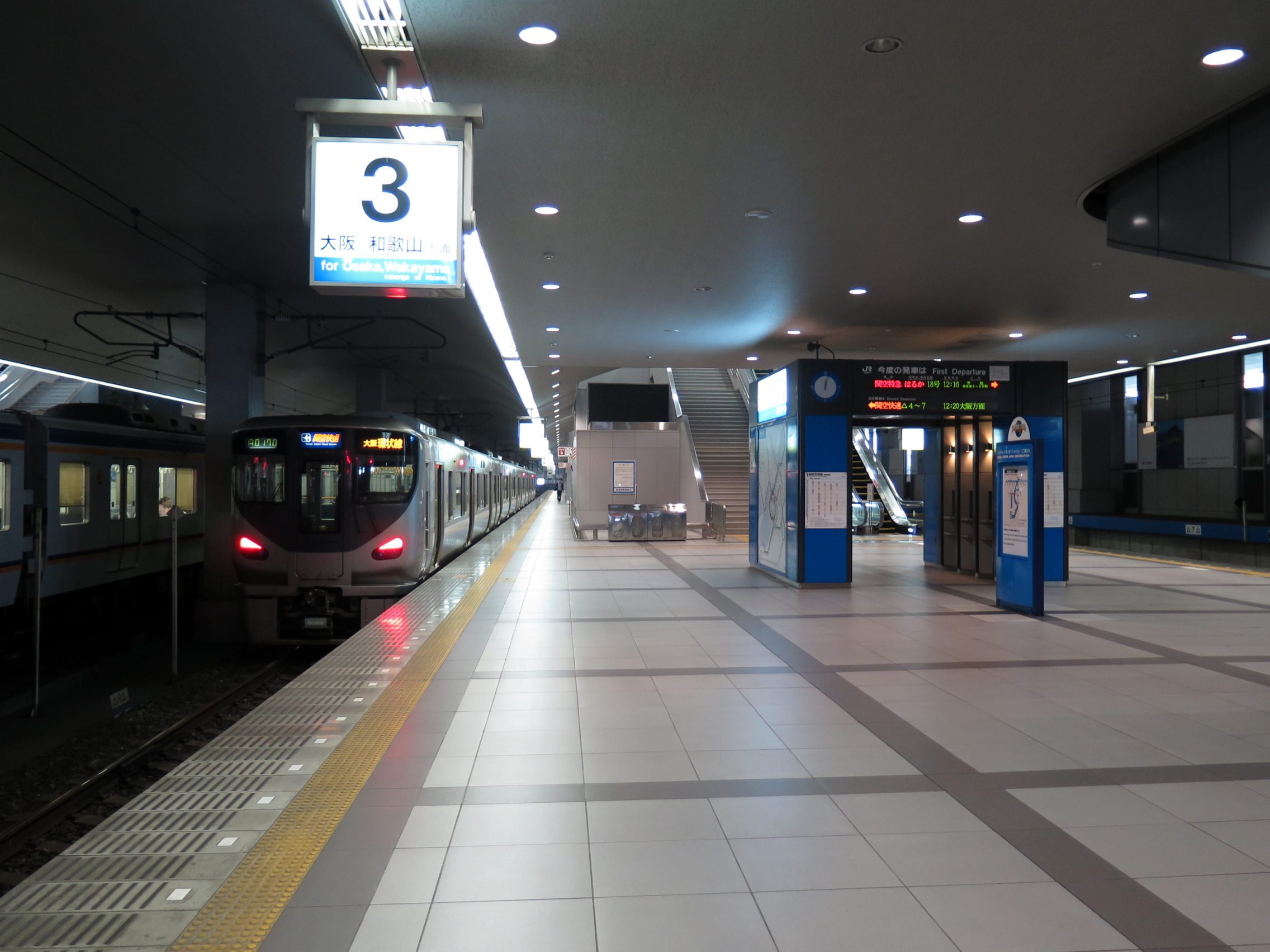
関西空港線ホーム（2014年6月）
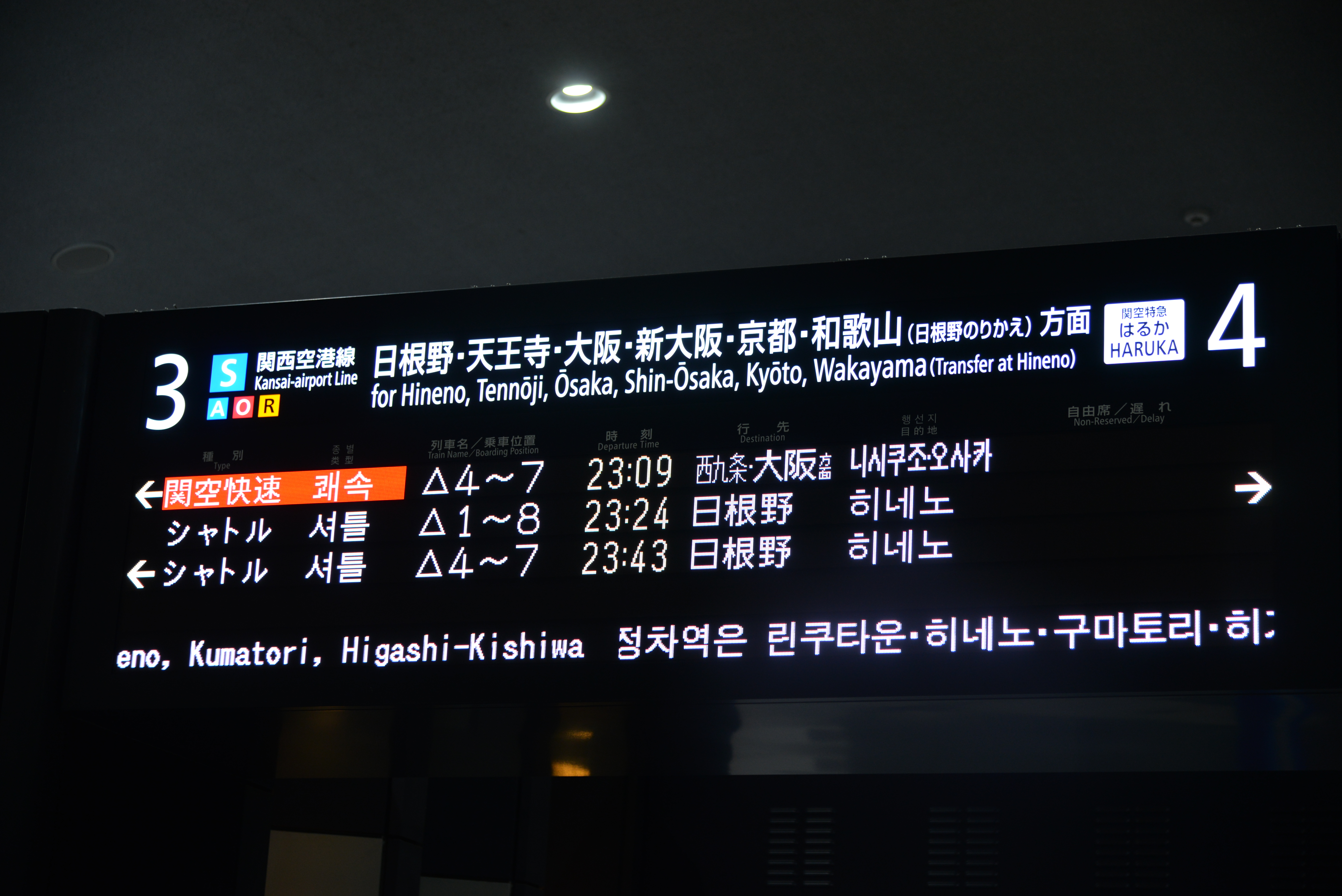
JR線の発車標
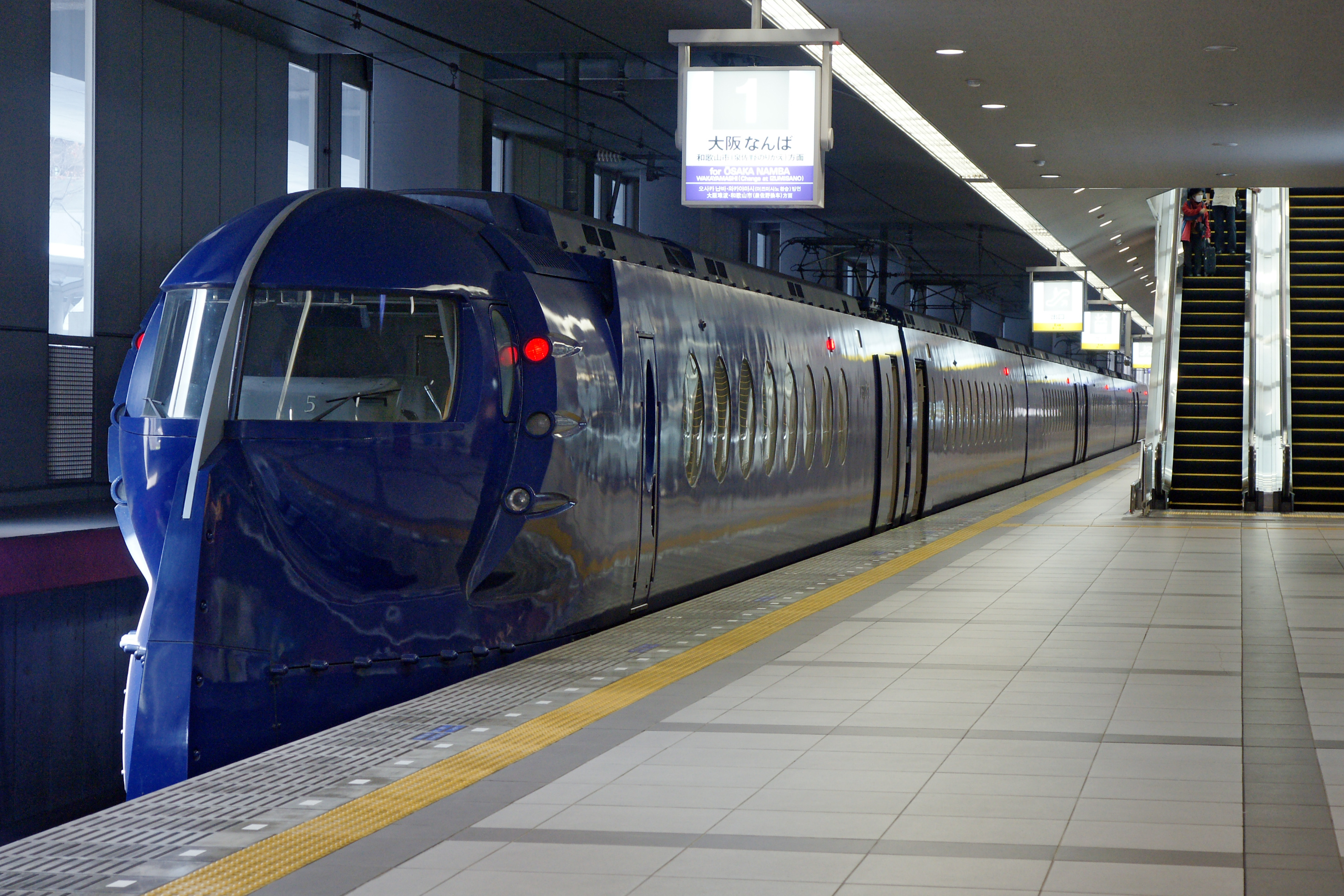
南海線プラットホームの特急ラピート

### 配線図
| ← 阪和線 天王寺方面 ← 南海本線 難波方面 | 日根野駅・長滝駅・泉佐野駅・羽倉崎駅・りんくうタウン駅・関西空港駅 配線略図 | → 阪和線 和歌山方面 → 南海本線 和歌山市方面 |
| 凡例 出典:                              |                                                                             |                                             |

## 利用状況
- 南海電気鉄道 - 2023年次の1日平均乗降人員は35,019人（乗車人員：17,637人、降車人員：17,382人）である。
同社の駅（100駅）では堺駅に次いで第8位である[利用客数 2]。
- JR西日本 - 2023年度の1日平均乗車人員は13,263人である。

開業後の1日平均乗車・乗降人員の推移は以下の通りである。
| 年度 年次          | 南海電気鉄道     | 南海電気鉄道     | 南海電気鉄道 | JR西日本         | 出典              |
| 年度 年次          | 1日平均 乗降人員 | 1日平均 乗車人員 | 順位         | 1日平均 乗車人員 | 出典              |
| ------------------ | ---------------- | ---------------- | ------------ | ---------------- | ----------------- |
| 1994年（平成06年） | 23,477           | 10,425           | -            | 7,861            | [ 大阪府統計 1 ]  |
| 1995年（平成07年） | 25,054           | 11,961           | -            | 13,004           | [ 大阪府統計 2 ]  |
| 1996年（平成08年） | 20,883           | 10,909           | -            | 12,936           | [ 大阪府統計 3 ]  |
| 1997年（平成09年） | 21,331           | 10,209           | -            | 12,228           | [ 大阪府統計 4 ]  |
| 1998年（平成10年） | 19,925           | 9,600            | -            | 11,522           | [ 大阪府統計 5 ]  |
| 1999年（平成11年） | 19,148           | 9,225            | -            | 11,168           | [ 大阪府統計 6 ]  |
| 2000年（平成12年） | 18,810           | 9,075            | -            | 11,021           | [ 大阪府統計 7 ]  |
| 2001年（平成13年） | 18,285           | 8,835            | -            | 10,458           | [ 大阪府統計 8 ]  |
| 2002年（平成14年） | 16,893           | 8,157            | -            | 9,674            | [ 大阪府統計 9 ]  |
| 2003年（平成15年） | 15,301           | 7,303            | -            | 8,289            | [ 大阪府統計 10 ] |
| 2004年（平成16年） | 15,070           | 7,192            | -            | 8,696            | [ 大阪府統計 11 ] |
| 2005年（平成17年） | 15,429           | 7,342            | -            | 8,922            | [ 大阪府統計 12 ] |
| 2006年（平成18年） | 16,075           | 7,699            | -            | 9,163            | [ 大阪府統計 13 ] |
| 2007年（平成19年） | 16,801           | 8,052            | -            | 9,139            | [ 大阪府統計 14 ] |
| 2008年（平成20年） | 16,379           | 7,830            | -            | 8,574            | [ 大阪府統計 15 ] |
| 2009年（平成21年） | 15,265           | 7,283            | -            | 7,753            | [ 大阪府統計 16 ] |
| 2010年（平成22年） | 15,465           | 8,076            | -            | 7,694            | [ 大阪府統計 17 ] |
| 2011年（平成23年） | 15,186           | 7,285            | 20位         | 7,578            | [ 大阪府統計 18 ] |
| 2012年（平成24年） | 17,936           | 8,628            | 18位         | 8,524            | [ 大阪府統計 19 ] |
| 2013年（平成25年） | 19,983           | 9,620            | 16位         | 9,065            | [ 大阪府統計 20 ] |
| 2014年（平成26年） | 22,157           | 10,741           | 14位         | 9,934            | [ 大阪府統計 21 ] |
| 2015年（平成27年） | 27,092           | 13,139           | 11位         | 12,617           | [ 大阪府統計 22 ] |
| 2016年（平成28年） | 30,598           | 15,299           | 9位          | 14,119           | [ 大阪府統計 23 ] |
| 2017年（平成29年） | 34,460           | 16,688           | 7位          | 14,295           | [ 大阪府統計 24 ] |
| 2018年（平成30年） | 35,390           | 17,333           | 7位          | 14,537           | [ 大阪府統計 25 ] |
| 2019年（令和元年） | 35,078           | 16,698           | 7位          | 14,360           | [ 大阪府統計 26 ] |
| 2020年（令和2年）  | 9,336            | 4,377            |              | 3,585            | [ 大阪府統計 27 ] |
| 2021年（令和3年）  | 10,728           | 5,047            |              | 3,821            | [ 大阪府統計 28 ] |
| 2022年（令和4年）  | 19,634           | 9,458            |              | 7,428            | [ 大阪府統計 29 ] |
| 2023年（令和5年）  | 35,019           | 17,637           |              | 13,263           | [ 大阪府統計 30 ] |

## 駅周辺
- 関西国際空港
- 関西空港第1ターミナルビル
  - 泉佐野郵便局関西空港分室
- エアロプラザ
- 大阪国際郵便局

## バス路線
いずれも南海バス空港営業所が担当。
| 事業者   | 路線名              | 系統・行先 |
| -------- | ------------------- | --- |
| 南海バス | 国際貨物地区線      | 501系統（旧3系統）：給油地区（直行） 502系統（旧2系統）：国際貨物地区（循環） 502C系統（旧特1系統）：貨物合同庁舎前 520G系統（旧2-0系統）：国際貨物上屋G棟前（フェデックス前） 520G系統（旧2-3系統）：国際貨物上屋G棟前（フェデックス前）・国際貨物地区（循環） 521系統（旧1系統）・521G系統（旧2-1系統）：給油地区 |
| 南海バス | 国内貨物地区線      | 504系統（旧4系統）：関空展望ホール・国内貨物代理店ビル前（循環） HT系統：関空展望ホール |
| 南海バス | ポートターミナル線  | PT1系統（旧5系統）：ポートターミナル PT2系統（旧6系統）：ポートターミナル（直行） |
| 南海バス | 第2旅客ターミナル線 | T1・2系統（旧7系統）：エアロプラザ |

## 隣の駅
南海電気鉄道（南海）
 空港線

- ■特急「ラピート」発着駅

■空港急行・■普通
りんくうタウン駅 (NK31) - 関西空港駅 (NK32)
西日本旅客鉄道（JR西日本）
 関西空港線
- 特急「はるか」発着駅

■関空快速・■直通快速・■シャトル（普通）
りんくうタウン駅 (JR-S46) - 関西空港駅 (JR-S47)

### 記事本文